# Enrico Barberi
Enrico Barberi (Bologna, 22 luglio 1850 – Bologna, 13 gennaio 1941) è stato uno scultore italiano.

## Biografia
Enrico Barberi frequentò l'Accademia di Belle Arti di Bologna e fu allievo di Salvino Salvini. Fra il 1871 e il 1873 fece un apprendistato a Firenze presso lo scultore Giovanni Duprè. Tra la fine degli anni sessanta e la fine degli anni settanta dell'Ottocento si segnalò tra le promesse dell'Accademia di Belle Arti, esponendo il grande gesso Otriade e vincendo due premi Curlandesi.
Finiti gli studi fu a lungo docente di scultura al Collegio artistico Venturoli di Bologna, dove ha lasciato numerose opere e modelli di sue sculture, e, fra il 1895 e il 1921, all'Accademia di Belle Arti di Bologna detenendo la cattedra di Scultura. Sotto la sua guida venne formata un'intera generazione di scultori, alcuni dei quali saranno figure di rilievo nazionale e internazionale. Tra i tanti: Silverio Montaguti, Giuseppe Romagnoli, Farpi Vignoli, Antonio Alberghini, Cleto Tomba e Giuseppe Virgili.

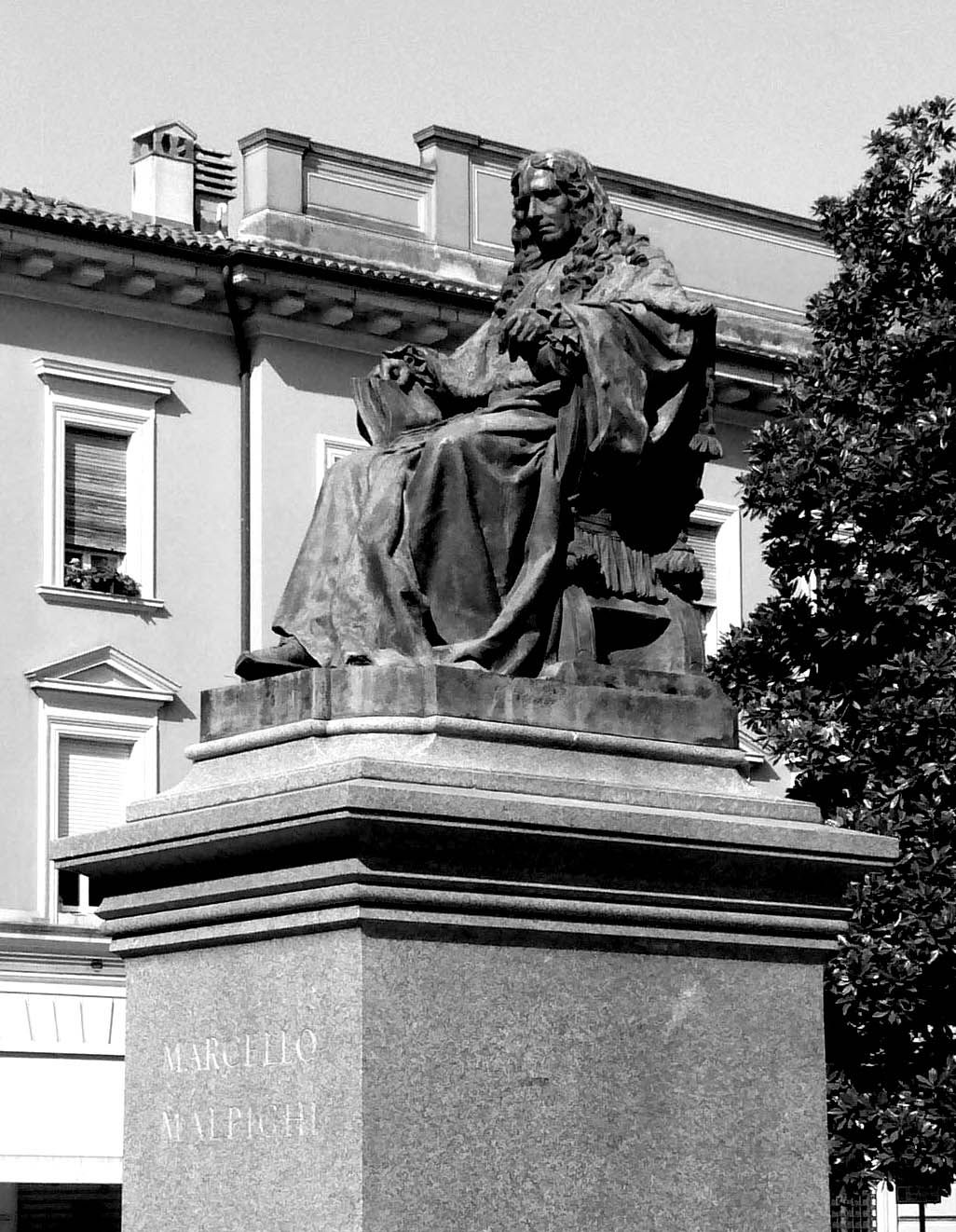
Enrico Barberi. Monumento in bronzo a Marcello Malpighi nella piazza di Crevalcore.

Fu tra i partecipanti della gilda artistica dell'Aemilia Ars, collaborando e stringendo rapporti di amicizia con Achille Casanova, Alfonso Rubbiani, Luigi Serra, Alfredo Tartarini. Il poeta e critico d'arte Alfonso Panzacchi fu un suo sincero ammiratore e Barberi ne eseguì almeno due ritratti.
È possibile ammirare un ampio catalogo di suoi marmi - che ne coprono tutta la lunga attività - nella Certosa di Bologna. All'interno della Galleria degli Angeli si trovano due capolavori, il Monumento di Raffaele Bisteghi (1891) e quello dedicato alle cantanti liriche Adelaide ed Erminia Borghi-Mamo (1894). Nell'adiacente Chiesa di san Girolamo è collocato il raffinato monumento al cardinale Vincenzo Moretti (1882).
Se agli esordi lo scultore è vicino allo stile verista, passerà «attraverso la fascinazione del linguaggio tardo romantico legato al realismo storico-letterario» per avvicinarsi infine allo stile simbolista, culminando la sua carriera nell'ultimo decennio dell'Ottocento, periodo in cui è occupato nella «realizzazione di monumenti di grande impatto e alta qualità esecutiva».
Di questo periodo e tra le rare opere pubbliche si segnala il Monumento a Marcello Malpighi (1897), opera in bronzo collocata nella piazza omonima di Crevalcore.
Sempre nel 1897 ricevette l'incarico dal sindaco di Bologna di redigere una relazione sullo "stato di salute" della Fontana del Nettuno di Bologna in Piazza Maggiore. Lo scultore consigliò di conservare la statua in un museo e sostituirla con una copia. Fino al 1919 Barberi rimase consulente d'ufficio per il Nettuno.
Uno dei sette figli, Giulio, sarà a sua volta scultore.

## Principali opere al Cimitero Monumentale della Certosa di Bologna
- Monumento di Camillo Zambeccari Zanchini[6]
- Monumento di Raffaele Bisteghi[7]
- Monumento del Cardinale Vincenzo Moretti[8]
- Monumento a Emilio Putti, Chiostro V
- Monumento Faccioli Brugnoli, Chiostro IX
- Monumento a Goffredo Franceschi, Corsia del Colombario
- Nella Sala del Pantheon degli uomini illustri:
busto dell'amico-pittore Luigi Serra
busto del professore Francesco Rocchi (1805-1875)
busto del poeta barnabita Paolo Venturini (1800-1850)
- Nella Galleria degli Angeli:
Monumento Borghi Mamo[9]
Monumento Trombetti
Monumento Cavazza
Monumento Garelli
Cella Vespignanni
Cella Facchini
- Nel Chiostro III:
Monumento della Famiglia Rivani[10]
- Nel Chiostro VII:
Monumento Pezzoli
Monumento Berlinzani
Monumento Veratti
Monumento Lorenzini
Monumento Agostini
Monumento Guidicini
Monumento Pizzoli
Monumento Pezzoli

## Altre opere
- Prometeo, conservato all'Accademia di Belle arti, Bologna
- San Francesco, chiesa dei Cappuccini, Imola
- Busto di Enrico Panzacchi, 1812, nella piazza di Porta Castiglione, all'ingresso dei giardini Margherita, Bologna
- diversi monumenti funerari nel Cimitero monumentale di Cesena.[11]

## Donazioni
Nel 1987 il nipote Mario donò alla Galleria d'Arte Moderna di Bologna documenti e disegni di Luigi Serra probabilmente ricevuti da Barberi direttamente dal pittore.

## Galleria d'immagini

Monumenti funebri nella Certosa di Bologna
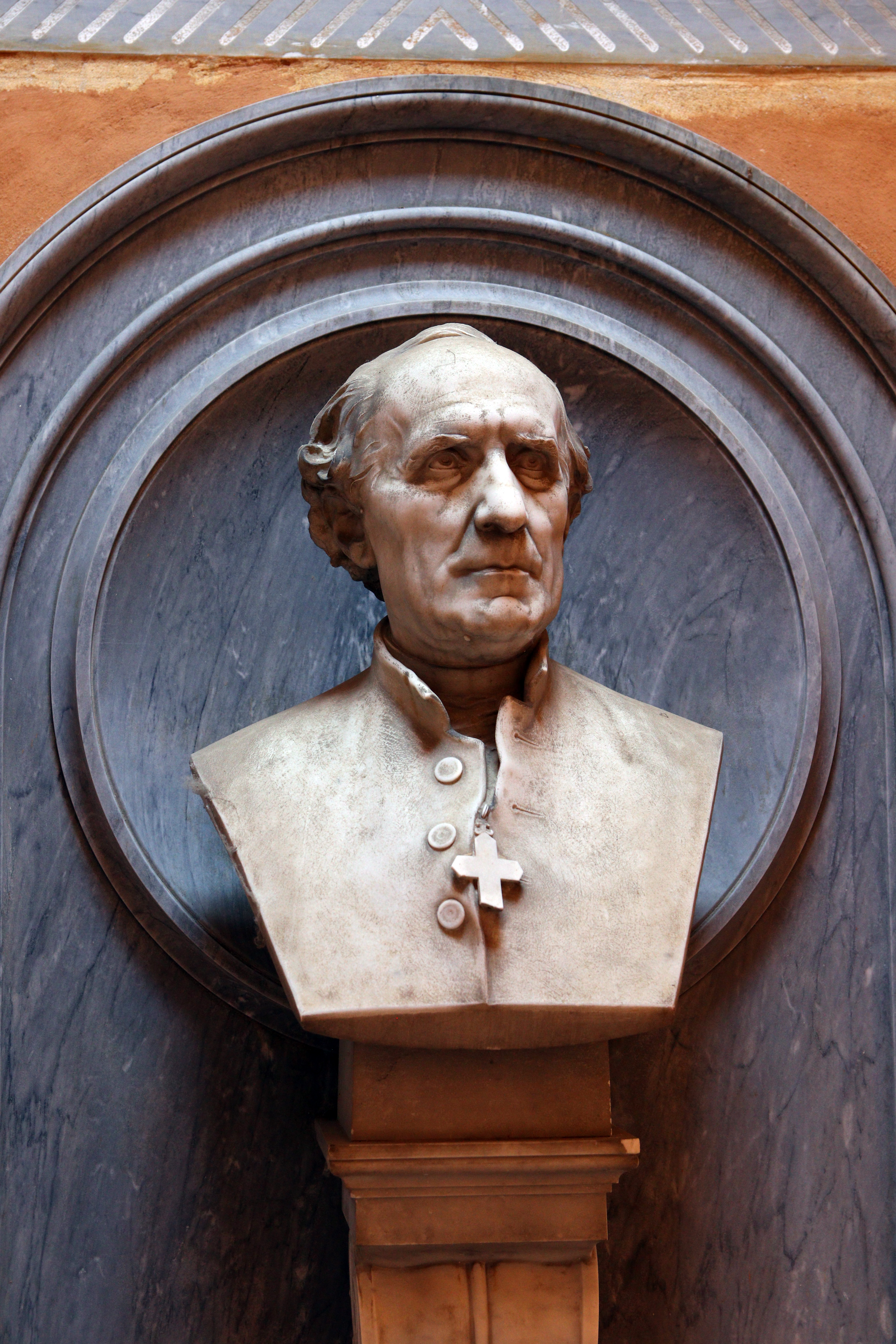
Busto di Antonio Garelli
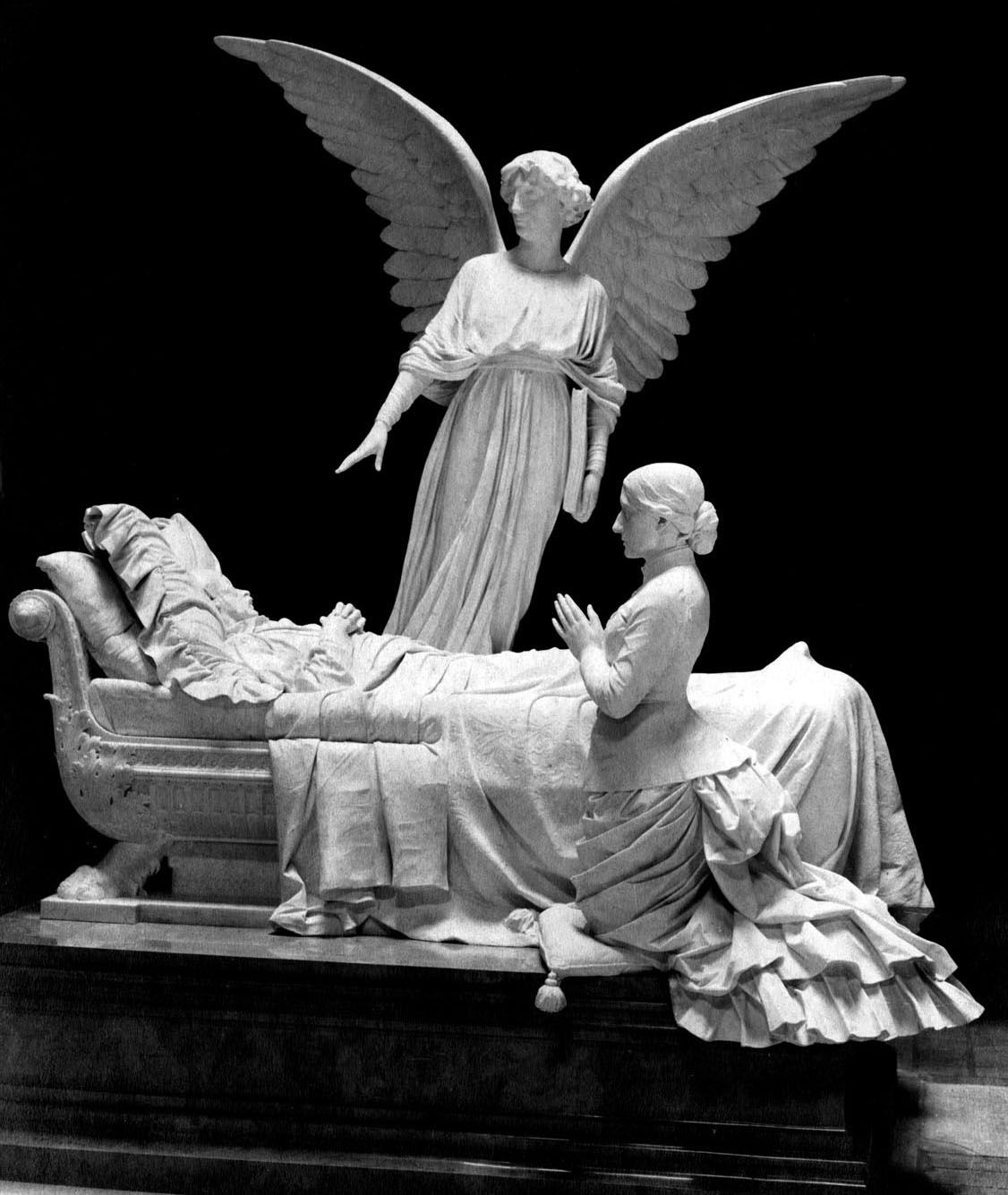
Monumento a Raffaele Bisteghi
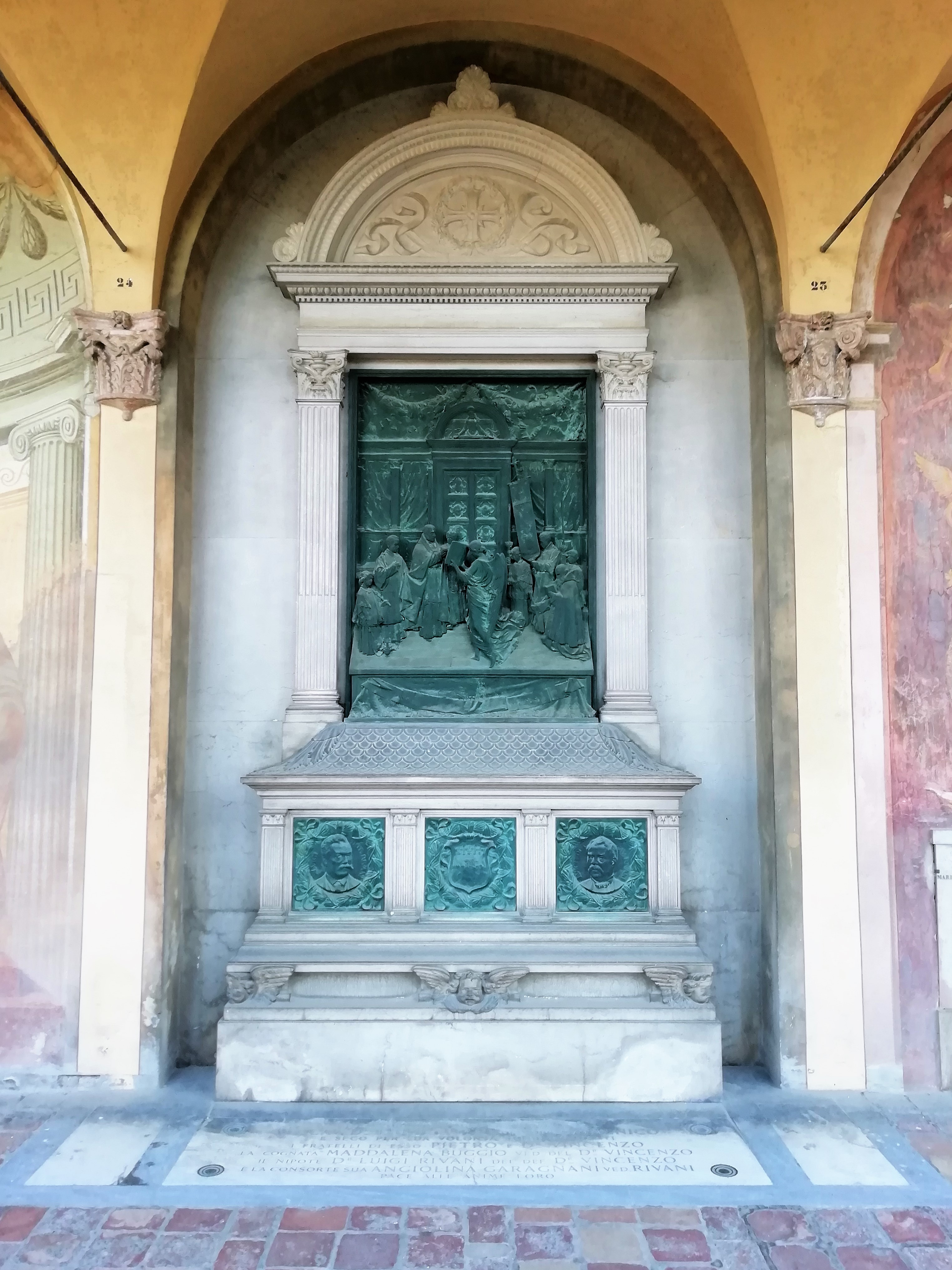
Monumento Rivani
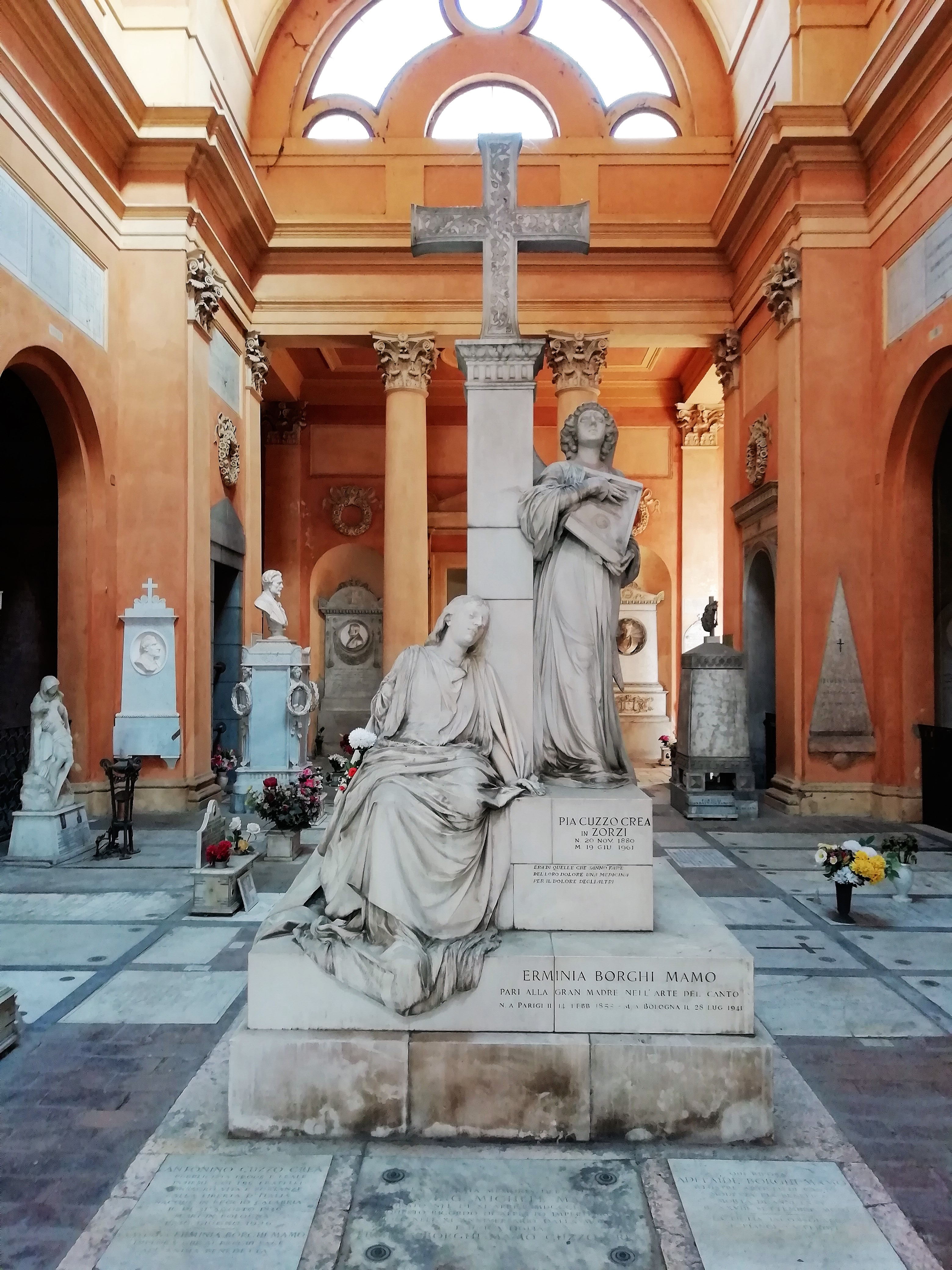
Monumento Borghi-Mamo
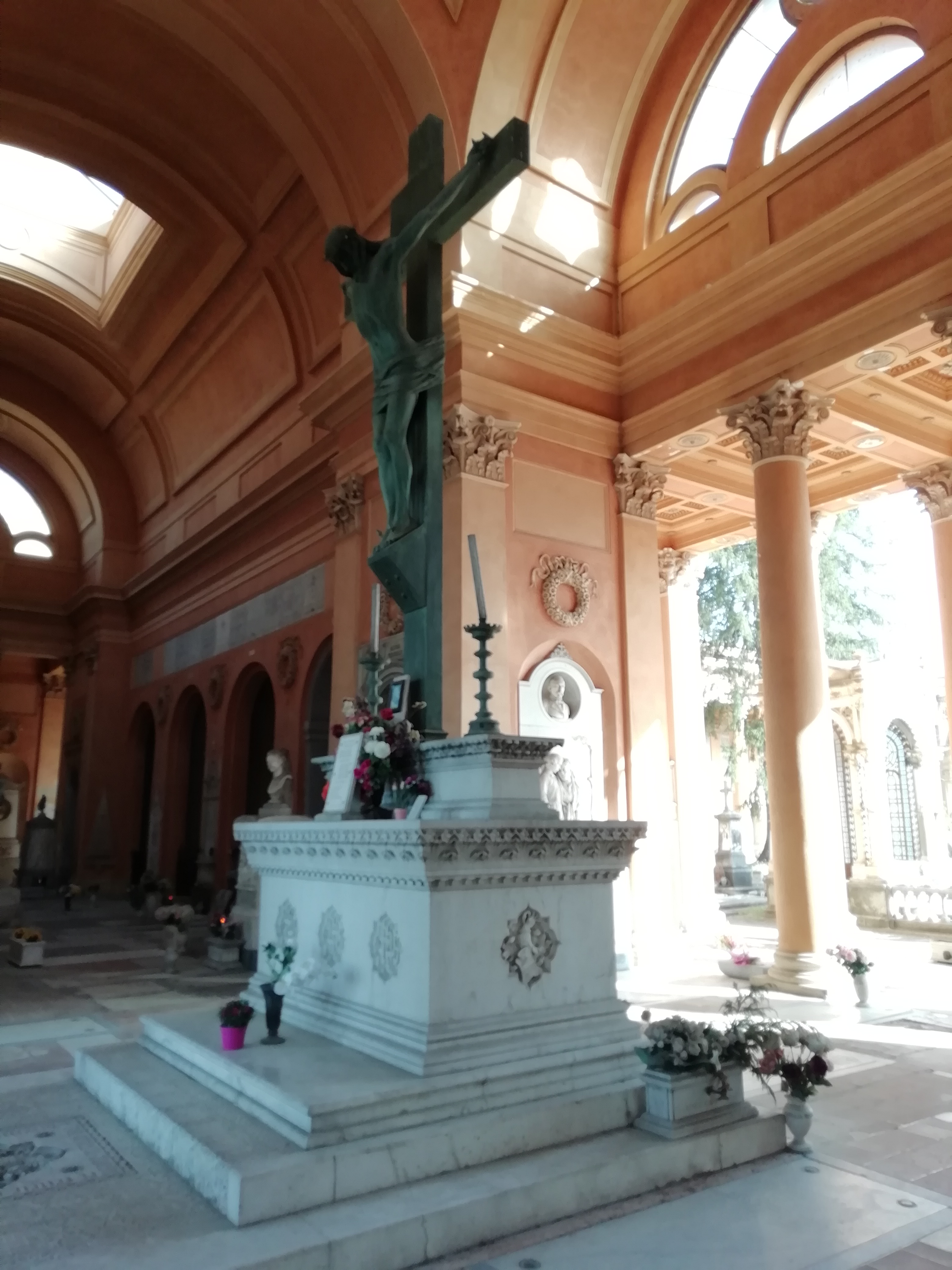
Monumento Cavazza
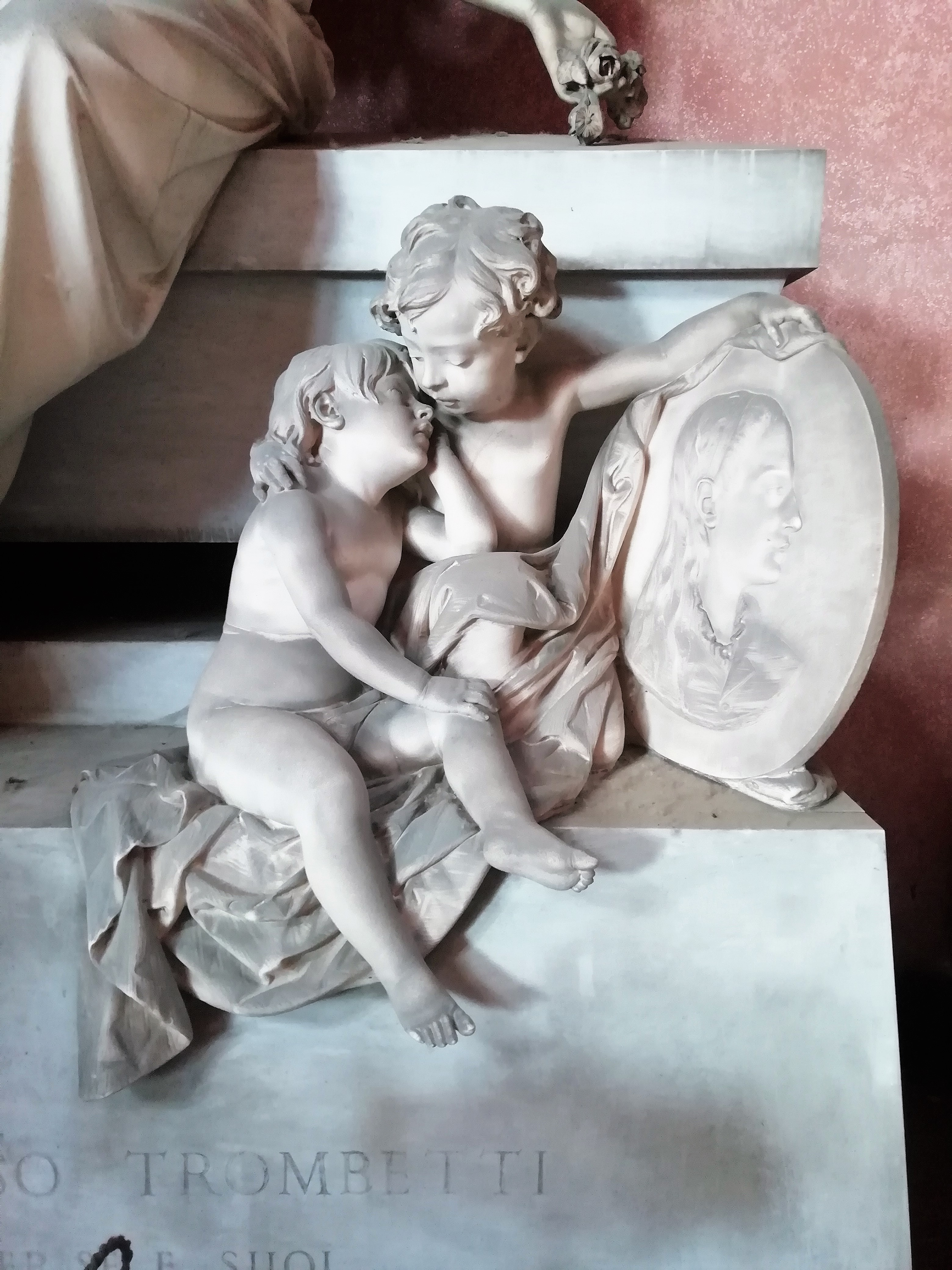
Monumento Trombetti (dettaglio)
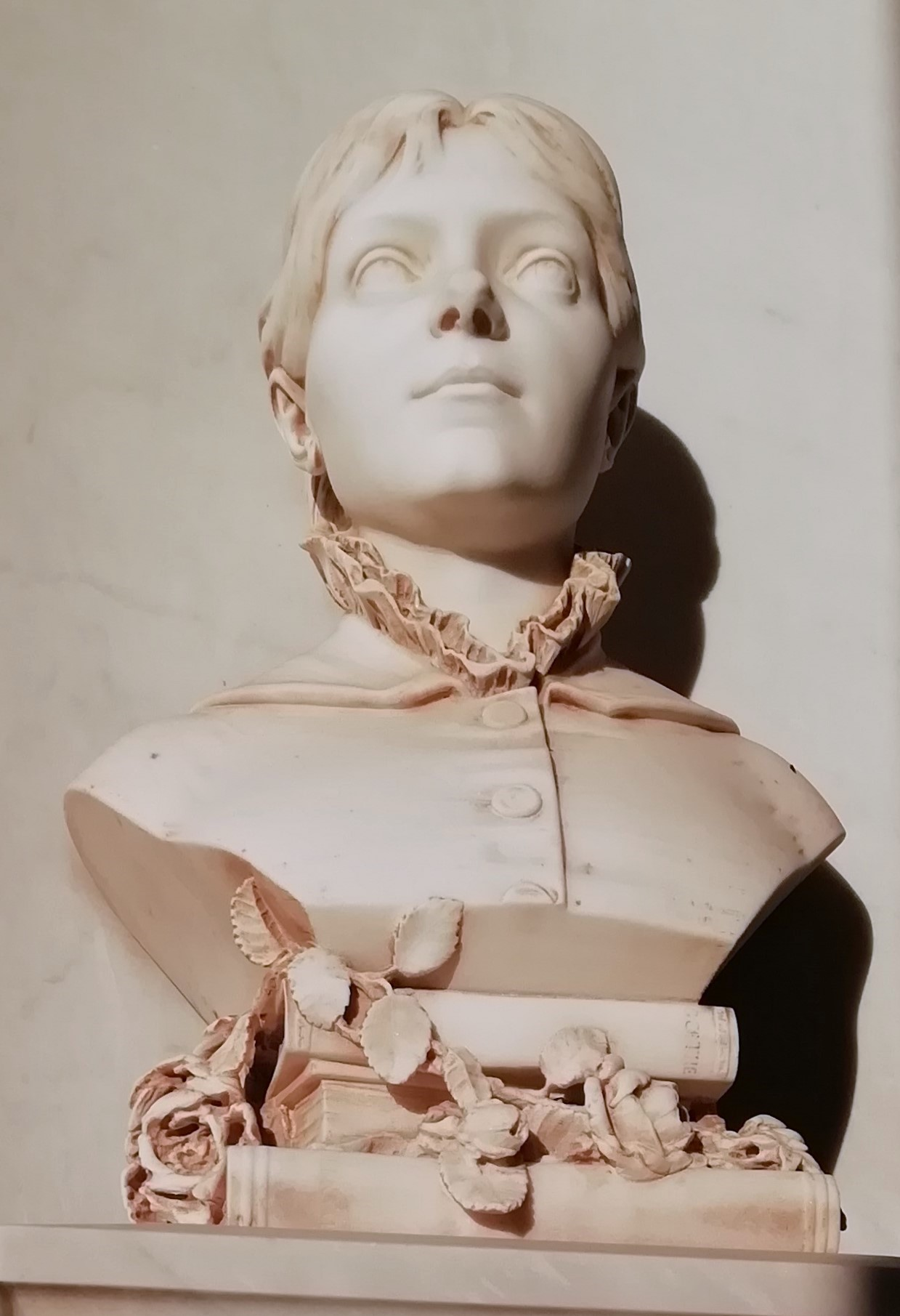
Monumento Veratti (dettaglio)